# Farní sbor Českobratrské církve evangelické v Zábřehu
Farní sbor Českobratrské církve evangelické v Zábřehu je sborem Českobratrské církve evangelické v Zábřehu. Sbor spadá pod Moravskoslezský seniorát.
Farářem sboru je Vlastislav Stejskal, kurátorem Filip Matějka.

## Historie
Čeští evangelíci se v Zábřehu objevili ve větší míře po první světové válce, kdy se zde usídlila skupina evangelických reemigrantů z polského Zelówa. Především pro ně zde byla 11. března 1923 zřízena kazatelská stanice farního sboru v Hrabové; bohoslužby se konaly v sýpce bývalého lichtenštejnského dvora. Díky přestupovému hnutí i přistěhovávání Čechů do města počet věřících rostl a 18. prosince 1928 byla kazatelská stanice přeměněna na filiální sbor. Sborový dům (původně vilu továrníka Fröhlicha, historizující stavba přestavěná v letech 1981–85) církev koupila roku 1929. V roce 1945 byl filiální sbor povýšen na farní a byly k němu přiděleny filiální sbor v Písařově (do roku 1956) a kazatelské stanice v Sudkově a Tatenici (ta zanikla roku 1973); v roce 1956 k němu byla přidělena i kazatelská stanice ve Svébohově. Sbor patří k Moravskoslezskému seniorátu od svého založení.

## Faráři, administrátoři a kazatelé sboru
- Rudolf Šedý (1919–1936), vikář
- Blahoslav Černohorský (1930–1936), diakon
- Jan Košťál (1936–1945)
- Antonín Balabán (1945–1961)
- Jan Trusina (1961–1973)
- JUDr. Karel Pala (1973–1976), diakon
- Jaroslav Ondra (1976–1998)
- Jiří Tengler (2001–2005)
- Ida Tenglerová (2002–2006)
- Jiří Tengler (2006–2011)
- Hana Ducho, roz. Chroustová, (2012–2013), farářka administrátorka ze Šumperka
- Vlastislav Stejskal (2013–současnost)